# Sistema di gestione integrato
Sistema di gestione integrato è la scelta che effettua un ente, organizzazione, azienda adottando modelli organizzativi e di gestione rispetto a certi standard definiti da norme tecniche riconosciute in ambito sovranazionale (ISO). Tali normazioni possono includere trasversalmente vari ambiti in cui opera un Ente, organizzazione o azienda. Ad esempio un sistema di gestione QHSE coinvolgerà: la qualità ISO 9001:2015, la salute e sicurezza ISO 45001:2018 e l'ambiente ISO 14001:2015.

## Storia
Dal 2000 erano e sono nate gradualmente delle propensioni, degli interessi e della necessità verso una maggiore integrazione e uniformità dei sistemi ISO e/o di sistemi equivalenti di certificazione. Ciò ha spinto verso una maggiore amalgamazione delle strutture delle norme, specialmente verso gli aspetti "formali" e di macro gestione congiunta, specialmente, documentali, analiti, creativi, di implementazione e di aggiornamento dei sistemi di gestione stessi o dei sistemi normativi. Talvolta pensando quindi banalmente alla migliore utility del sistema, ovvero fruibilità e gestione delle informazioni documentate. 
L'integrazione dei sistemi qualità, ambiente, sicurezza ed etica è stata sponsorizzata da enti di certificazione ed enti di accreditamento, anche se il modello EFQM di per se, aveva individuato da circa già 20 anni la logica di un'integrazione terminologica strutturale e macro-contenutistica. Con un occhio alla trivalenza della sostenibilità (ambientale, economica e sociale).
Le norme ISO in ottica di integrazione, ovvero di fusione reciproca, sono costruite per essere «copie conformi», ovvero hanno la numerazione dei capitoli e dei temi tale da essere confrontabile ed equivalente tra loro. 
Al termine delle norme ISO sono presenti solitamente tabelle di corrispondenza riferite alle norme al momento in essere.
Le norme ISO, in particolare le nuove edizioni, sfruttano il modello PDCA con gerarchia HLS. Ciò che varia tra le varie norme è quindi il focus, o meglio la direzione verso cui ruota il ciclo. È innegabile che lo "scheletro" è il medesimo per tutte le norme ISO sistemi di gestione. 10 punti; seguiti solitamente da appendici. Al di là delle possibili traduzioni e contestualizzazioni, essi sono ascrivibili in 2 gruppi; i primi 3 meta-strutturali delle norme; 
- 1 Scopo
- 2 Norme di riferimento
- 3 Termini e definizioni

Gli altri 7 ascrivibili al ciclo di Deming.
Per le norme ISO, le più palesi differenze tra le norme e quindi tra i punti della norme avviene nei singoli punti maggiormente influenzati, analizzati, sfruttati dal oggetto stesso della singola norma. 
Per esempio:
- Nello schema qualità l'attenzione alle risorse etc. (§7.1 e sotto-punti) e le attività operative (§8) sono maggiormente espanse e focalizzate sulla qualità del servizio/produzione, con ottica su soddisfazione cliente, business, progettazione per la produzione/erogazione, controlli di conformità e affidabilità.
- Sotto-schemi della qualità, come anticorruzione, sicurezza stradale, etc. hanno altre peculiarità specifiche in particolare §7, §8 e §9
- La qualità è uno schema con molteplici punti affini ad altri schemi, linee guida o prassi. Si può citare la nascente PdR 125, le marcature e le certificazioni di prodotto, le competenze delle persone, i certificati di conformità, i laboratori accreditati, etc.. Settori medicali e militari hanno loro specifiche.4
- Schemi di gestione legati a servizi e alla loro erogazione
- Schemi di gestione degli alimenti e loro catena
- Nello schema sicurezza l'attenzione è sull'analisi, valutazione, gestione, documentazione e prevenzione dei rischi di sicurezza e della salute, scadenze, adeguamenti cogenti e di buon senso, in affinità con lo schema ambiente. La normativa incendi in Italia è particolarmente normata.
- Lo schema sicurezza di complessa tematica si articola con quello di uno standard sociale non iso come la SA 8000;
- Nello schema ambiente l'attenzione è concentrata sull'analisi (§6.1), sul ciclo di vita, sulle gestione delle scadenze e sulla gestione emergenze, in affinità con la sicurezza, sul ciclo di vita.
- Lo schema energia si interroga più rigorosamente sugli obiettivi (§6.2), sul miglioramento e sugli indicatori,  in affinità con tutte le norme, ma con particolare riferimento allo schema "fratello" ambiente.
- Lo schema sicurezza delle informazioni si concentra sulla gestione e controllo de tracciamenti digitali, analisi gestione log e gestione dati.
- Nuovi schemi gestionali, quadro o di supporto, ecc.. (es. S.g. intelligenza artificiale)

## Gradi e tipi di integrazioni
Il grado di integrazione di un sistema di gestione può variare a seconda del tipo di organizzazione, delle necessità della stessa e dalla disponibilità e fattibilità dell'integrazione. L'integrazione è facilitata dalla struttura HLS delle nuove versioni delle norme ISO, versioni precedenti o sistemi redatto su versioni precedenti, possono quindi incontrare difficoltà nel processo di integrazione. 
Un sistema può essere più o meno integrato (si può qui definire una percentuale di integrazione), per esempio, secondo le macro categorie dei requisiti delle norme:
- Contesto e Perimetro del SGI, definizione dei processi integrati e non;
- Visione aziendale e Gestione delle responsabilità;
- Analisi degli aspetti coinvolgenti l'SGI o che agiscono, o possono agire, sull'operatività e sui processi o su altri fattori del contesto. Conseguente definizione dei rischi/opportunità e obiettivi.
- Gestione delle risorse
- Operatività e applicazione
- Metodi di controllo interni e miglioramento

La scelta delle modalità, tempistiche e esclusioni dell'integrazione di due o più sistemi dovrebbe essere documentata al interno del risultante sistema integrato in modo da mantenere comunque stabilità e congruità nel tempo. 
Ad esempio, un'organizzazione potrebbe voler integrare solo i sistemi di gestione sicurezza dei lavoratori ISO 45001, sistema di gestione ambiente ISO 14001 e sistema di gestione del energia ISO 50001 fra di loro, con l'intenzione così di avere una gestione delle scadenze normative e non maggiormente armonizzate tra loro (come le tematiche prevenzione incendi, che coinvolge entrambi gli schemi SGSSL e SGA o quella della gestione delle emergenze, oppure ancora nei temi legati alla formazione, ai ruoli o alla gestione degli aspetti critici che possono impattare sia sulla salute/sicurezza che sull'ambiente, che sulla gestione dell'energia). L'organizzazione in esempio sceglie di non integrare lo schema qualità ISO 9001 in quanto non ritiene che l'integrazione possa dare contributo allo stesso (o per storicità delle modalità di gestione dello stesso), preferendo, magari, integrare parzialmente lo schema SGQ con i requisiti delle marcature di prodotto con le quali può avere maggiore afferenza o con un sistema di prevenzione alla corruzione ISO 37001. L'organizzazione in esempio avrebbe quindi due sistemi integrati su schemi diversi, i quali magari possono avere comunque afferenze tra loro nei singoli documenti di sistema e nelle attività. In alternativa, l'organizzazione in esempio, potrebbe voler integrare lo schema qualità con gli altri sistemi/schemi, ma solo per l'analisi del contesto, le strategie di controllo o le procedure ed istruzioni operative, magari solo per alcuni ambiti o processi (si veda anche Good Pratics che possa contribuire positivamente sia a business che sicurezza/ambiente/energia). La scelta di applicare o su dove applicare l'integrazione è quindi, solitamente, solo a discrezione delle singole organizzazioni.

## La certificazione di un sistema integrato
Un Sistema di gestione integrato (SGI) può essere certificato, al pari dei singoli sistemi di gestione, da organismi terzi. Un organismo di certificazione accreditato che operi entro determinate regole, attestazioni di conformità ai requisiti in esso contenuti, rilascia le certificazioni di conformità ai requisiti degli standard per il quale l'SGI è applicato.
Attualmente non esiste una norma internazionale integrata certificabile per la gestione aziendale che riunisca tutti o parte dei temi trattati, dalle norme stesse.

Il documento IAF MD 11 definisce le modalità e i requisiti per la conduzione degli audits su sistemi integrati. Tale documento delinea inoltre come e quando applicare le riduzioni del tempi di verifica a seconda di due 

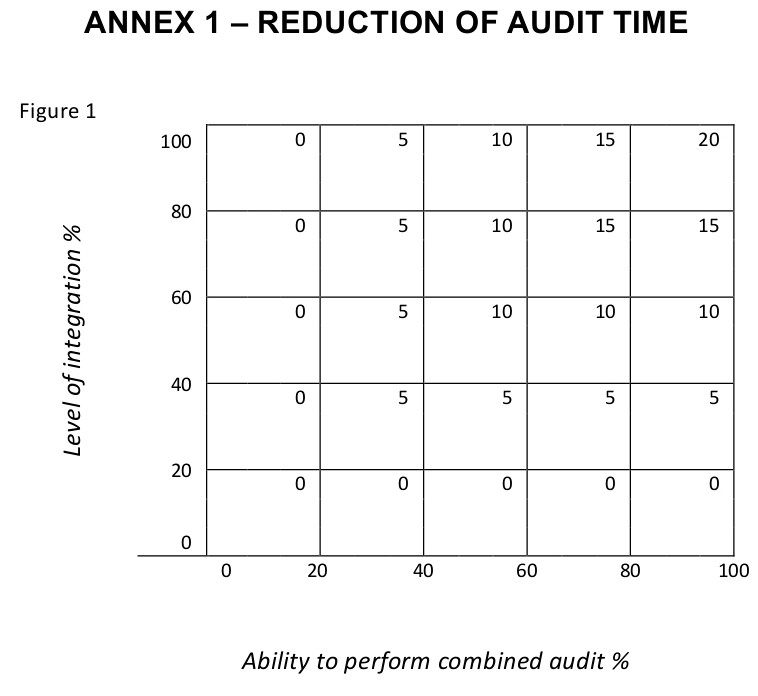

 variabili: grado di integrazione del sistema e grado di competenze integrate del gruppo di verifica. La riduzione applicata non può essere comunque maggiore del 20% (si veda grafico ANNEX 1). L'idea alla base delle riduzioni dei tempi è che il gruppo di verifica per alcuni requisiti delle norme può verificare i medesimi documenti o aspetti del sistema.
Allo stato attuale non vi sono particolari schemi di accreditamento per i sistemi di gestione integrati, benché qualche organismo di certificazione rilascia attestazioni di integrazione o riferimenti contrattuali. Si può citare in questa sede la specifica BSI PAS 99, sviluppata dal British Standard Institution dando linee guida per un'integrazione sistemica e "standardizzata" dei sistemi di gestione qualità - ambiente - sicurezza - responsabilità sociale - ecc. Essendo non di fonte ISO non è che un primo passo verso una futura norma integrata.